# Анцирабе II (окръг)
Анцирабе II е окръг в Мадагаскар, в регион Вакинанкарача. Населението на окръга през 2011 година е 385031 души. Площта му е 2241 km². Административен център е град Анцирабе.

## Административно деление
Окръгът се състои от 20 общини (каоминини):
- Алакамизи
- Алацинайни Ибити
- Амбану
- Амбатумена
- Амбухибари
- Амбухиджананджиана
- Амбухимиариву
- Амбухициманува
- Анджануманелача
- Антанамбао
- Антаниманджи
- Анцоатани
- Белазао
- Винанинкарена
- Манандуна
- Мангарану
- Манджусухасина
- Саханивучи Мандуна
- Соанинджарини
- Царахуненана Саханивучи